# Красный мост (Екпинди)
Красный мост (каз. Қызыл көпір) — мост через реку Бугунь в 0,5 км к востоку от села Екпинди Туркестанской области Казахстана. Памятник истории и культуры местного значения Туркестанской области.

## История
Мост построен в 1886 году на месте старого деревянного моста. Строительство моста через реку Бугунь было упомянуто Евгением Смирновым в описании Сыр-Дарьинской области, изданном в Санкт-Петербурге в 1887 году:
В 1876 году здесь был поставлен шпренгельный мост, но простоял только до 1878 года, когда был снесен весенним наводнением, заполнившим весь овраг; в 1882 году вновь выстроенный мост обрушился сам собою вследствие дурной постройки (частью из старого леса). В 1884 году решено поставить здесь железный мост на кирпичных устоях, что и выполняется. Форма моста заказана на Петербургском Металлическом заводе и обошлась с перевозкою на место в 20,632 рубля. К концу 1885 года была выполнена большая половина работ по кладке береговых кирпичных устоев, а в первой половине следующего года приступлено уже к сборке фермы и установке на место. Длина моста 15 саж.; общая стоимость по смете 35,905 руб. Бугуньский мост представляет собою первый пример постановки железного моста в Туркестанском Крае.

## Описание
Представляет собой однопролётную пространственную форму из стальных профилей, соединённых посредством клёпок. Ферма покоится на двух массивных кирпичных опорах. Проезд организован по нижнему поясу фермы, по деревянному настилу, устроенному из деревянных щитов и балок. Рамы нижнего пояса уложены на опорные конструктивные системы. Рациональная по структуре металлическая пространственная конструкция для строительной практики Средней Азии и Казахстана второй половины XIX века — редкое явление.
Сама ажурная форма с большим для этого периода пролётом (20 м) производила, очевидно, определённое эмоциональное воздействие на местное население. Квалифицированный инженерный расчёт и высокое качество строительно-монтажных работ обеспечили длительную надёжную работу сооружения — мост эксплуатировался вплоть до 1970-х годов на грузонапряжённой междугородней автомобильной дороге общесоюзного назначения Чимкент — Кзыл-Орда (сейчас Шымкент — Кызылорда).